# Ceuta Unida
Ceuta Unida és un partit polític de Ceuta. Va ser fundat el 1987 per, entre d'altres, Rafael Montero Palacios.
En les eleccions municipals de 1987 aconseguí representació després d'aparèixer dos mesos abans de les eleccions.
Es va presentar a les eleccions autonòmiques de juny 1999.